# 多田哲哉
多田 哲哉（ただ てつや、1957年3月7日 - ）は、日本の自動車技術者。NPO法人日本ソープボックスダービー協会の理事長。元トヨタ自動車スポーツ車両統括部長、GAZOO Racing Company GR開発統括部 チーフエンジニア。

## 経歴
愛媛県新居浜市出身。愛知県立一宮高等学校、名古屋大学工学部卒業。三菱自動車に新卒で入社。その後、コンピューターシステムのベンチャー企業を立ち上げたが事業が上手くいかず失敗。その後に1987年にトヨタ自動車入社（同期に田中義和、中嶋裕樹、勝又正人等）。ABSの開発に携わった後、1993年にはドイツでWRCのシャシー制御システム開発を担当した。
1998年に製品企画本部へ異動。初代bB、2代目ラウム、初代パッソ、初代ラクティス等多数の車種開発を担当。
2007年にスポーツ企画統括へ異動し、スポーツモデル全般の企画統括を務めた。 2010年スポーツ車両統括部ZRチーフエンジニアに就任。2011年製品企画本部ZRチーフエンジニア就任。翌2012年には富士重工業(スバル)と5年かけて共同開発したスポーツカーの86を登場させた。2014年スポーツ車両統括部長を兼務。トヨタ全体のスポーツモデル統括を担当。
86/BRZでの他社との共同開発の実績を買われ、BMWと共同開発の2019年発売のGRスープラの開発でも責任者を務めた。
2021年1月1日付でトヨタ自動車を退職し、翌1月2日にNPO法人日本ソープボックスダービー協会の理事長へ就任した。

## 人物
- 学生時代はモータースポーツに熱中し、86発売時点のトヨタのチーフエンジニアとしては唯一、社内の運転資格で最高ランクに位置するS2級を所持する。またラクティス開発時、「これでワンメイクレースをやりたい」と公言していた[3]。
- 86/BRZ開発を共同で担当した、スバルの増田年男は多田を「とても夢のある人です」と評している。
- 86以外の好きなスポーツカーに、完成度の高さやしっかりとした思想からポルシェを挙げている[4]。
- 現代のAT技術を高く評価しており、GRスープラ・レーシングコンセプト発表時のインタビューで、「（大排気量車に）MTって必要ですか？」と発言し、車好きたちの議論を呼んだ[5]。しかし86/BRZにはMTがあることからも分かる通り、MT自体を否定しているわけではない。

## 出演
- “#426 多田哲哉”. おぎやはぎの愛車遍歴 NO CAR, NO LIFE!. 2023年9月9日. BS日テレ.